# بوبكر بوريس ديوب
بوبكر بوريس ديوب (بالفرنسية: Boubacar Boris Diop) (و. 1946  م) هو كاتب سيناريو، وصحفي، وكاتب سنغالي، ولد في داكار. مؤسس أول صحيفة مستقلة في السنغال، كاتب العمل الأدبي الوحيد باللغة المحلية السنغالية اللغة الولوفية.
صدر عمله الأول عام 1981م بعنوان “زمن تانجو”. وحصل عام 2022م على جائزة نيوستاد على مجمل أعمال الكاتب، وكانت روايته «دومبي – كتاب العظام» التي تناولت مأساة الإبادة الجماعية في رواندا، بشكل مؤثر وحيادي، من الأسباب المهمة لمنحه هذه الجائزة.

## أعماله
، من أهم أعمال ديوب في مجال الرواية:
- 1981 – زمن تانجو (بالفرنسية: Le Temps de Tamango)، باريس، دار نشر آرماتان،
- 1990 – طبول الذاكرة (بالفرنسية: Les Tambours de la mémoire)، باريس، دار نشر آرماتان،
- 1993 – آثار العبوة (بالفرنسية: Les Traces de la meute)، باريس، دار نشر آرماتان،
- 1997 – الفارس وظله،
- 1999 – بائع صن الصغير،
- 2000 – دومبي (كتاب العظام) (بالفرنسية: Murambi, le livre des ossements)، باريس،
- 2000 – دومي غولو (بالولوفية Doomi Golo) دكار،
- 2004 – البراءة المستحيلة (بالفرنسية: L’Impossible Innocence)،
- 2006 – كافينا، منشورات فيليب ري، (ردمك 978-2-84876-051-3)، صدرت ترجمة طبعتها الإنجليزية في 2016[6]
- 2009 – أبناء القرد (بالفرنسية: Les Petits de la guenon)، (ترجمة مجانية لـ «دومى غولو» قدمها بوبكر بوريس ديوب بنفسه)، منشورات فيليب ري، (ردمك 978-2-84876-145-9)
- مارس 2022. – رواية: Maalanum Lëndëm،

وله عدة كتب أخرى منها مسرحيات، وسيناريوهات، وقصص قصيرة، وكتب سياسية وفكرية.

## جوائز
حصل على جوائز منها:
- الجائزة الأدبية الكبرى لأفريقيا السوداء (2000).